# Армянская церковь (Грозный)
Армянская церковь города Грозный — армянская апостольская церковь в Грозном, снесённая советскими властями в 1930-х годах.

## Расположение
Как показывает план города Грозный за 1923 год, армянская церковь находилась в самом центре города, у левого берега реки Сунжа. Она располагалась по ул. Дундуковская (ныне проспект Махмуда Эсамбаева, ранее проспект Революции) между новым корпусом Нефтяного института и зданием средней школы № 1 (бывшая женская гимназия, не путать со школой № 2, бывшее реальное училище, построенное в 1910 году), соприкасаясь с территорией сквера им. Лермонтова.

## История строительства
Город Грозный возник вокруг крепости. В городе имелся небольшой гостиный двор, где торговую деятельность вели преимущественно армянские купцы. Важным вопросом, стоявшим перед армянской общиной Грозного, было открытие национальной школы и строительство церкви. В апреле 1863 года группа армян обратилась к своему соотечественнику, начальнику среднего военного отдела Терской области генерал-майору Александру Туманову (Туманян) с просьбой о помощи в организации строительства армянской церкви. Спустя некоторое время, 27 апреля 1865 года из канцелярии начальника области в астраханскую армяно-апостольскую епархиальную консисторию пришло сообщение о том, что относительно представленного князем А. Тумановым ходатайства о возведении кирпичной церкви на территории Грозного начальник Терской области возражений не имеет.
К строительству церкви грозненское армянское общество приступило во второй половине 1860-х годах, и уже в начале 70-х годов XIX столетия в Грозном была возведена армянская церковь. Строительство церкви спустя всего полвека после основания города было обусловлено усилением местной армянской общины. Строилась церковь постепенно. Сначала было возведено основное здание церкви, позже уже к действовавшему приходу, к западному торцу (напротив женской гимназии) была пристроена двухъярусная колокольня-притвор. Высота здания без колокольни была примерно равна его длине
Впервые церковь упоминается в газете «Терские ведомости» за 1871 год, где коротко говорится: «В Грозном никак не могут достроить армянскую церковь. А строить начали давно». Точное время завершения строительства неизвестно, предположительно она начала действовать в 1872 или 1873 году. В той же газете за 1873 год церковь уже упоминается как действующая. В дальнейшем в газете церковь упоминалась в номерах за январь и май 1876 года, а в 1888 году о ней в своём труде говорил военный историк Георгий Казбек.
Устав местной армянской общины, утверждённый в 1891 году, гласил, что общество имеет и целью объединение последователей Армянской Апостольской церкви в районе города Грозного и его окрестностей. Армянская церковь Грозного являлась основным духовным и культурным центром армян и фактически являлась их официальным представителем.
Церковь была снесена в 1930-х годах.

## Архитектура

### Основное здание
Церковь представляла собой базилику и имела крестово-купольную, удлинённую по главной оси (восток—запад) композицию. На северном и южном фасадах восточного и западного крыльев сооружения имелись высокие оконные проёмы с профилированным обрамлением. Над каждым из этих восьми окон находились круглые световые проемы небольших размеров, которые освещали помещение.
Вытянутое на восток крыло заканчивалось выступающей наружу многогранной апсидой, по бокам которой проходили вертикальные декоративные полосы из белого кирпича. В средней части апсиды были невысокие, но широкие оконные проёмы. Перекрытие апсиды было пирамидальной формы. По краям фасада северного крыла также тянулись вертикальные декоративные полосы из белого и тёмного кирпича. Вход в церковь находился в пристроенном к ней двускатном портике. Фасад южного крыла имел аналогичное решение. Перекрытие храма было двускатным. Завершал объёмную композицию сооружения купол, который возвышался над его средокрестием и имел восьмигранный барабан, грани которого были прорезаны узкими оконными проёмами, обрамлёнными широкой белой полосой. По нижней части барабана, увенчанного восьмигранным зонтичным перекрытием, проходил горизонтальный пояс, который имел, помимо декоративного, также и конструктивное назначение. Подобные пояса делались для отвода атмосферных осадков. Данный купол придавал зданию особую торжественность и нарядность.

### Колокольня-притвор
Колокольня-притвор была выложена, как и основное здание, из красного кирпича. Она привлекала внимание своеобразной формой, большим вратообразным входом и возвышающимся над ним многогранным объёмом купола. Здание колокольни отличалось строгой и чёткой прорисовкой форм и декоративных элементов. Устремлённый ввысь купол колокольни составлял вторую вертикальную доминанту всей церкви.
Само здание колокольни завершалось купольным объёмом ротонды-звонницы со шлемовидно-панцирным покрытием. Барабан колокольни, с восемью большими и малыми гранями, имел четыре сквозных довольно широких арочных проема, снабжённых выступающим по контуру декоративным обрамлением. Все грани были оформлены неглубокими прямоугольно-плоскими нишами с усечёнными вверху углами. По периметру барабана шли три горизонтальных пояса: первый по верху, второй прямо под проёмами, третий чуть ниже второго. Под карнизом барабана со стрельчатыми верхами прорисовывались контуры крестов. Портал притвора колокольни был оформлен ступенчато уходящей в глубину фасада декоративной аркатурой. Под фронтоном первого яруса имелась горизонтальная резьба в виде модульонов.
По обе стороны от центрального входа стены колокольни были украшены двумя, различными по своему решению, нишами. Левая сторона имела высокую треугольную нишу с верхним оригинальным трёхлепестковым завершением. Другая сторона — правая — была оформлена плоской, незначительно углубленной нишей с усечённым вверху углом. Примечательно, что такое несимметричное решение фасадных ниш нехарактерно для архитектурных памятников Армении.